# E-Werk (Weimar)

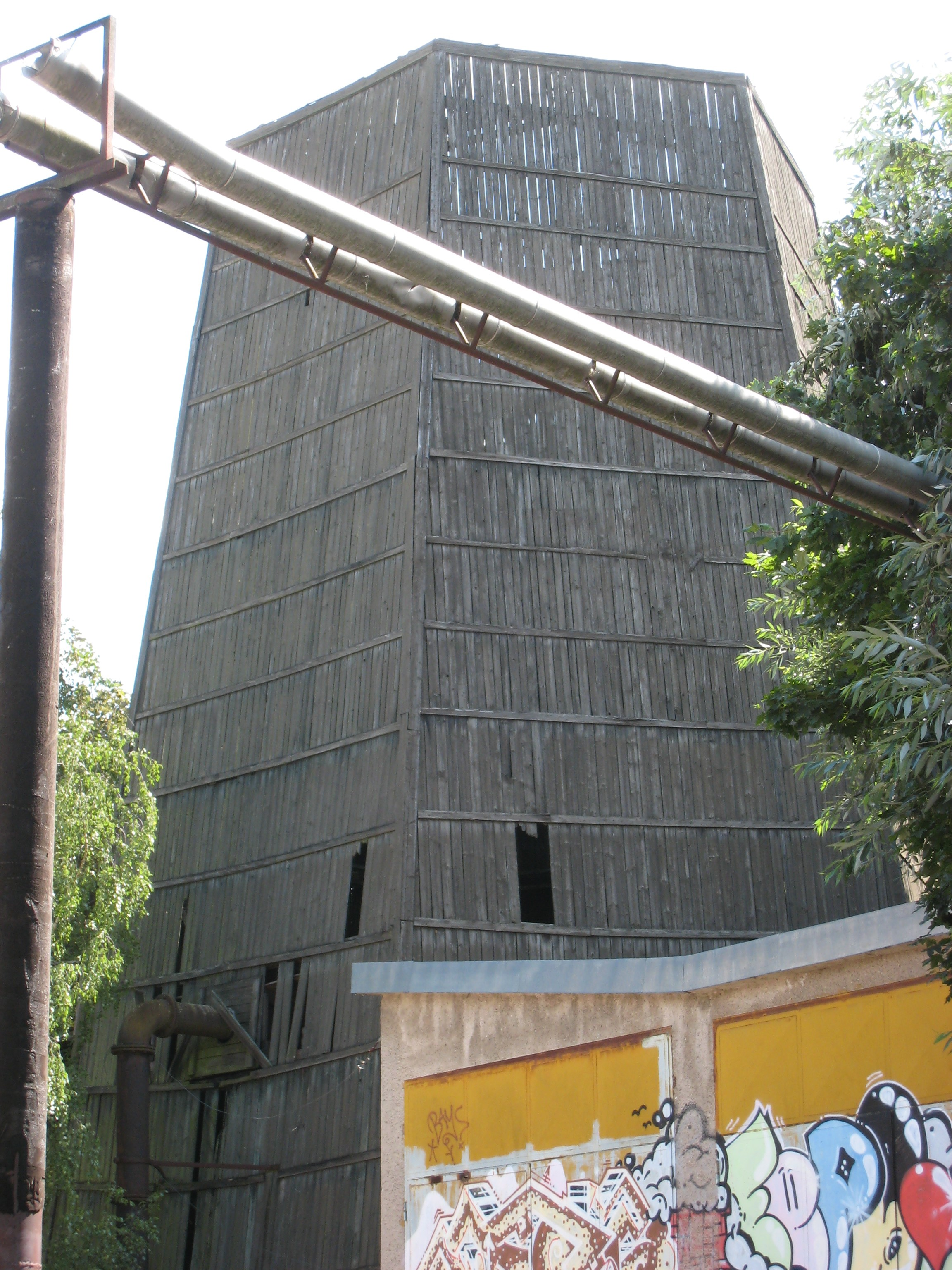
Kühlturm des E-Werkes

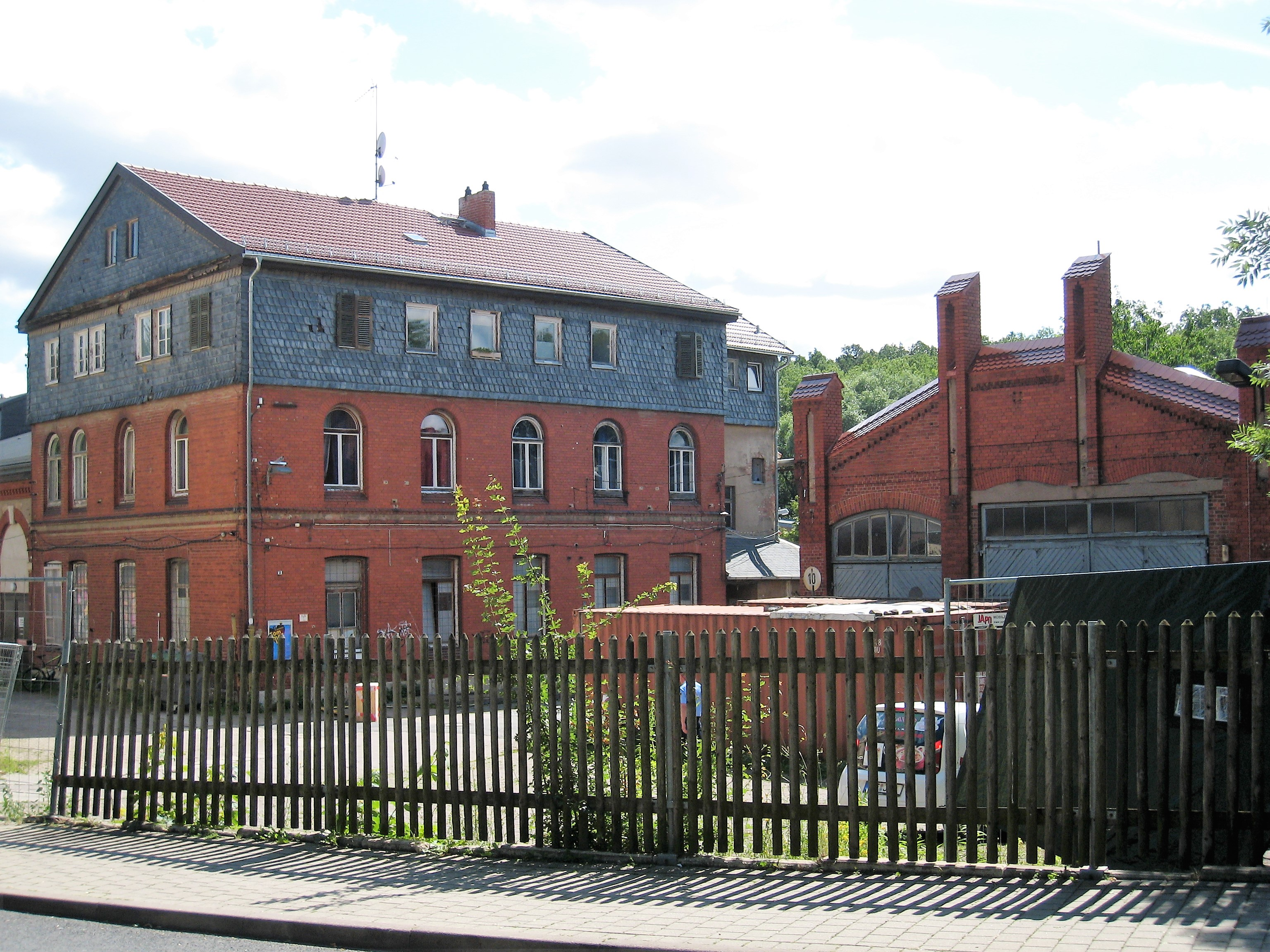
E-Werk und Straßenbahndepot

Das Elektrizitätswerk in Weimars Nordvorstadt, kurz E-Werk, am Kirschberg unterhalb der Friedensbrücke wurde 1897 errichtet und lieferte ein Jahr später Strom an die Weimarer Stadtbevölkerung. Dieses ist untrennbar mit Ernst Heinrich Kohl verbunden. Die Straßenbahn Weimar ging 1899 in Betrieb, die ebenfalls von diesem E-Werk ihren Strom erhielt. Der erste Betreiber war die Firma Siemens & Halske, die das E-Werk auch errichtete. Die Anlage bestand im Endausbau aus drei Kraftgasgeneratoren mit Unterwindgebläsen, Lufterhitzern, Wäschern und Gasometer. Die Einzylindergasmotoren hatten eine Leistung zwischen 60 und 110 PS, wobei einer für die Bahnstromversorgung und zwei für die Beleuchtung vorgesehen waren. Ein weiterer Motor war für den Notfall in Reserve. Die eigentliche Energieerzeugung bestand aus fünf Nebenschluss-Gleichstrommaschinen, drei für 220–230 Volt und zwei für 500–550 Volt. Im Jahre 1920 wurde auch im Zusammenhang mit dem Gaswerk (Weimar) das E-Werk von der Stadt übernommen und die "Städtischen Gas-, Wasser- und Elektrizitätswerke Weimar" gegründet.
Das E-Werk dient längst nicht mehr der Stromerzeugung, sondern als Veranstaltungsort insbesondere des Deutschen Nationaltheaters. Das ehemalige Depot der Straßenbahnd ist heute Programmkino. Das Elektrizitätswerk wurde bis 1996 betrieben.
Das E-Werk mit dem markanten Kühlturm und das Depot stehen auf der Liste der Kulturdenkmale in Weimar (Einzeldenkmale). Der Kühlturm ist aus Holz errichtet worden.
Seit 1999 in hier von Rebecca Horn die Rauminstallation Rebecca Horn - "Konzert für Buchenwald" zu sehen.